# Nová obřadní síň u Starého židovského hřbitova v Praze-Josefově
Nová obřadní síň u Starého židovského hřbitova v Praze se nachází u Starého židovského hřbitova v pražském Josefově vedle Klausové synagogy. Společně se hřbitovem je chráněna jako národní kulturní památka. Stavbu z let 1906–1908 navrhli architekti J. Gerstel a A. Gabriel v novorománském slohu na místě starší budovy pohřebního bratrstva. Byla místem poslední služby zesnulým členům židovské obce, ale v současnosti je využívána jako jedna z expozic židovského muzea.

## Popis

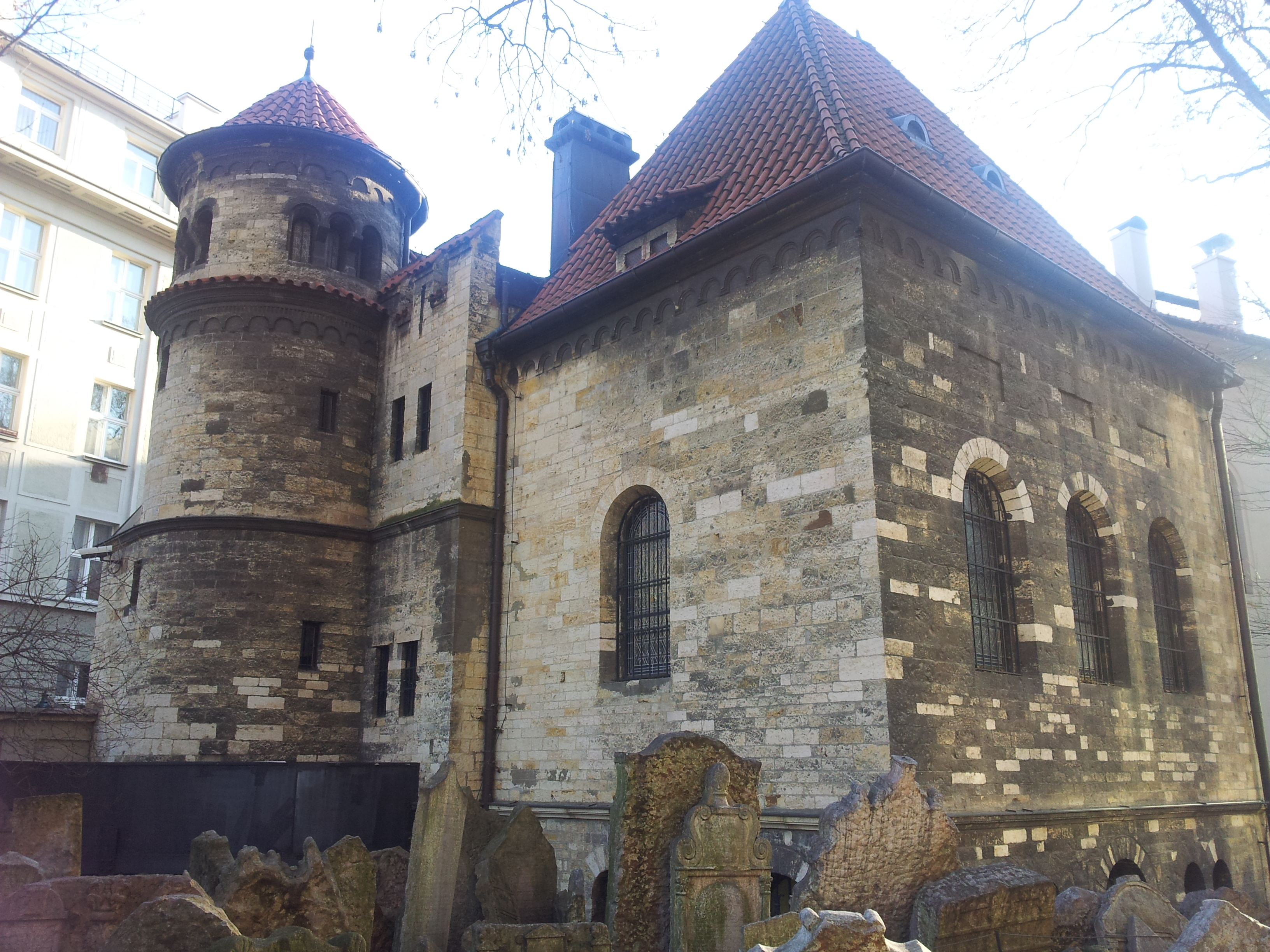
Budova obřadní síně od starého hřbitova.

Nová obřadní síň byla na místě starší budovy sloužící témuž účelu vystavěna A. Gabrielem podle návrhu architekta J. Gerstela mezi léty 1906 a 1908. V její podobě se důsledně uplatňuje novorománský sloh, což platí i pro detaily jako patky a hlavice sloupů, kovaná mříž a dubové dveře. Nová obřadní síň byla původně rozdělena na márnici, jež se nacházela v suterénu, na místnost pro očistu zemřelých v prvním patře a na spolkovou místnost pohřebního bratrstva v patře druhém. Budova byla vystavena z opuky, hlavní sál v prvním patře měl mozaikovou podlahu, mramorem obložené stěny a zdobily jej nástěnné malby. Mezi Klausovou synagogou a obřadní síní byl rovněž zbudován nový vchod na hřbitov.
Svému účelu však síň sloužila jen do první světové války. Od první světové války již pohřební bratrstvo budovu k původnímu účelu nepoužívalo a v roce 1926 ji pronajalo Židovskému muzeu, jemuž od té doby soustavně sloužila. V roce 1997 byla budova restaurována a expozice, která se zde poté otevřela, ctí prvotní úlohu obřadní síně: věnuje se židovským obřadům nad umírajícím a zesnulým (čímž zde pokračuje expozice Klausové synagogy o významných meznících lidského života v judaismu), Starému židovskému hřbitovu i dalším židovským hřbitovům na českém území a zároveň také pohřebnímu bratrstvu.

## Obrazový cyklus pohřebního bratrstva
Důležitou památkou z historie pohřebního bratrstva je cyklus patnácti obrazů, zachycující zvyky a obřady pohřebním bratrstvem vykonávané. Neznámý malíř obrazy namaloval na objednávku představenstva spolku přibližně v roce 1772. Ačkoli se v nich ještě odráží tradice barokní malby, jejich vznik zřejmě podnítila již nová epocha osvícenská: v duchu jejích idejí měly ukazovat důležitou úlohu, kterou pohřební bratrstvo již po staletí plnilo ve společnosti. Kromě myšlenek své doby vypovídá obrazový cyklus i o posledním období pohřbívání na Starém židovském hřbitově, čímž je cennější jako historický pramen.